# رسالة بروتوكول نقل النص الفائق 403
خطأ 403 (بالإنجليزية: HTTP 403)‏ أو (بالإنجليزية: 403 Forbidden)‏ يقوم الخادوم بإظهار رسالة خطأ 403 Forbidden كرد على طلب المستخدم لصفحة ويب أو بعض الموارد، وهي تعني أن الخادوم فهم الطلب لكنه يرفض تنفيذ أي إجراء، وذلك لأنه تم إعداده ليمنع وصول المستخدمين إلى بعض الموارد لسبب ما.
يعرض خادوم أباتشي وخادوم IIS هذه الرسالة عندما يتم تعطيل عرض المجلدات في المتصفح وذلك في حال تطابق العنوان المطلوب (url) مع مسار مجلدات نظام الملفات.

## الرموز الفرعية لخطأ 403 في خواديم IIS

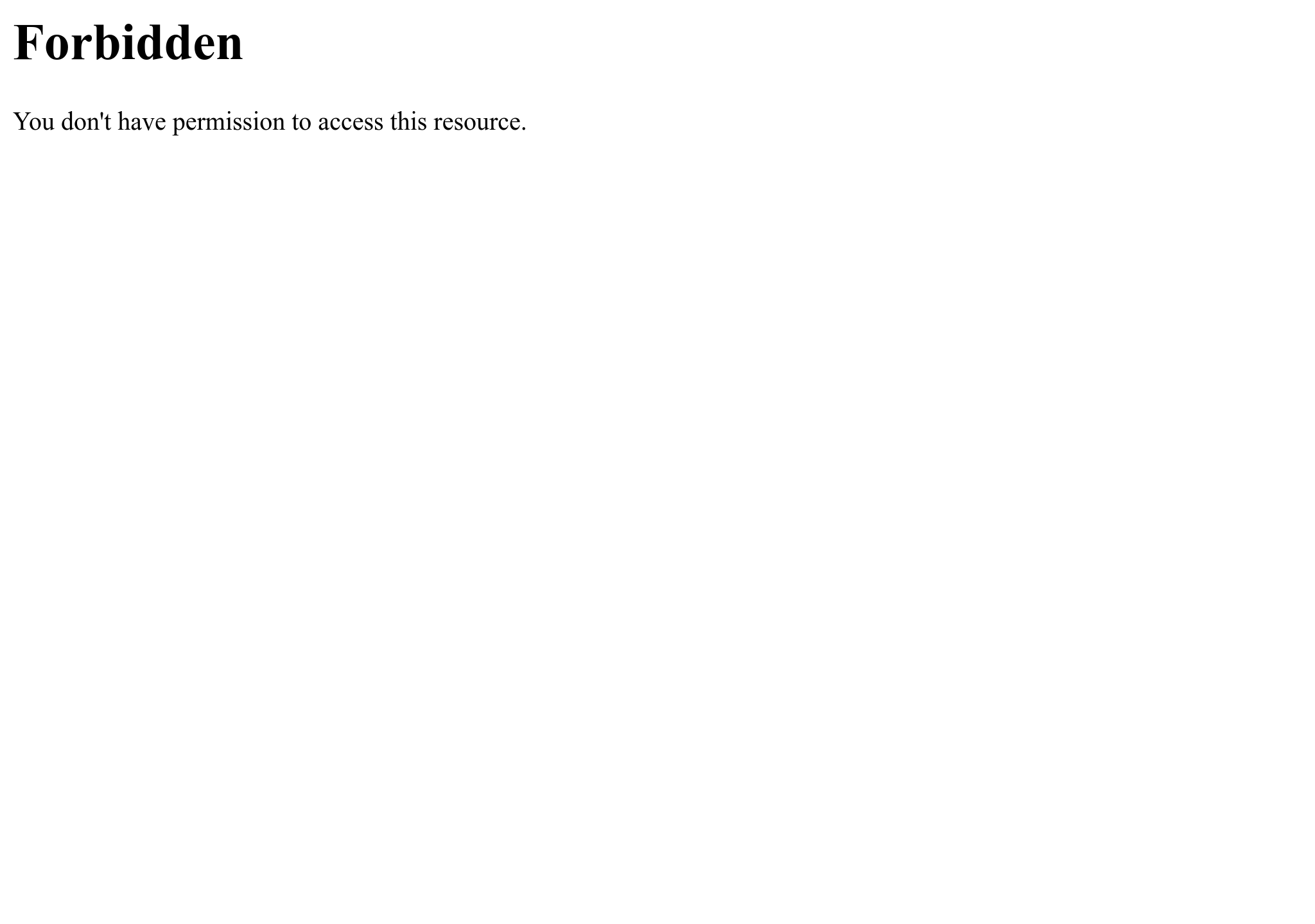
رسالة خطأ 403 على موقع en.wikipedia.org

403 رموز الخطأ substatus لخادمات معلومات الإنترنت:يتم إرجاع أحد الرموز الغير قياسية من قبل مايكروسوفت وخدمات معلومات الإنترنت وغير معترف بها رسميا من قبل IANA:
- 403.1 - تنفيذ الوصول محظور.
- 403.2 - ممنوع الوصول للقراءة.
- 403.3 - ممنوع الوصول للكتابة.
- 403.4 - SSL المطلوبة.
- 403.5 - SSL 128 المطلوبة.
- 403.6 - عنوان IP مرفوض.
- 403.7 - شهادة العميل المطلوبة.
- 403.8 - نفى وصول المراقبين.
- 403.9 - عدد كبير جدا من المستخدمين.
- 403.10 - التكوين غير صالح.
- 403.11 - تغيير كلمة المرور.
- 403.12 - نفت مخطط الوصول.
- 403.13 - شهادة العميل تم إلغاؤها.
- 403.14 - نفى سرد الدليل.
- 403.15 - تجاوزت تراخيص وصول العميل.
- 403.16 - شهادة العميل غير موثوق بها أو غير صالحة.
- 403.17 - شهادة العميل انتهت مدّة صلاحيتها أو غير صالحة بعد.
- 403.18 - لا يمكن تنفيذ طلب تجميع التطبيقات.

## وصلات خارجية
- Help for HTTP 403 'Forbidden' errors
- SELinux: chcon -R -t httpd_sys_content_t /web/
- section-6.5.3 Hypertext Transfer Protocol (HTTP/1.1): Semantics and Content